# Pierre Kœnig

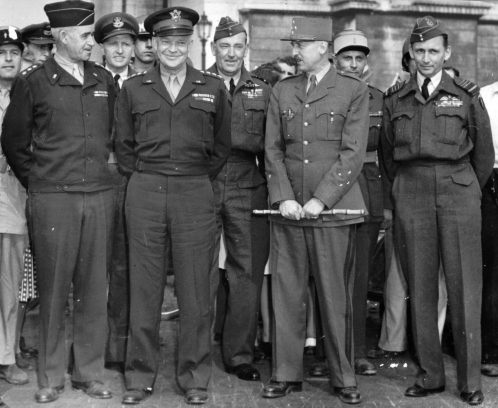
El general Koenig (con bastón) posa con Omar Bradley, Dwight D. Eisenhower y el mariscal del aire Tedder en París, 1944.

Marie-Pierre Kœnig, más conocido con el nombre de Pierre Koenig (10 de octubre de 1898, Caen, Francia - 2 de septiembre de 1970, Neuilly-sur-Seine, Francia), fue un político y militar francés, mariscal de Francia, que destacó por su actuación durante la Segunda Guerra Mundial, en las filas de la Francia Libre.

## Biografía
Nació en una familia alsaciana, y estudió en el colegio de Santa María y posteriormente en el instituto Malherbe de Caen. Tras superar el bachillerato se alistó en 1917 para participar en la Primera Guerra Mundial, siendo destinado al 36.º Regimiento de Infantería de Línea. Ascendido a alférez en febrero de 1918, se reunió en el frente con su unidad. Fue nuevamente ascendido a subteniente en 1918.
A principios de la Segunda Guerra Mundial, estaba destinado con el grado de capitán en la 13.ª Media Brigada de la Legión Extranjera y, tras la derrota del Ejército francés ante la Wehrmacht durante la batalla de Francia, seguida por la firma del armisticio del 22 de junio de 1940 con el Tercer Reich, optó por unirse en julio de 1940 al general Charles de Gaulle y su llamamiento del 18 de junio de 1940 en las filas de la Francia Libre.
Con las tropas de la Francia Libre tomó parte en la batalla del Gabón, la campaña de Eritrea (batalla de Keren) y la Campaña de Siria en 1941. El general Koenig fue el vencedor de la batalla de Bir Hakeim en 1942, para posteriormente mandar las FFI (Fuerzas Francesas del Interior) en 1944.
Una vez concluida la contienda, es nombrado en julio de 1945 gobernador militar de la Zona de ocupación francesa Alemania, puesto que ocupará hasta septiembre de 1949. De vuelta a Francia, es elegido diputado por el Rassemblement du Peuple Français (posteriormente URAS y social-republicano) por el departamento del Bajo Rin de 1951 a 1958.
Ministro de Defensa y de las Fuerzas Armadas entre el 19 de junio y el 14 de agosto de 1954 en el Gobierno de Pierre Mendès France y del 23 de febrero al 6 de octubre de 1955 en el segundo Gobierno de Edgar Faure.
Enterrado en el cementerio de Montmartre, fue nombrado Mariscal de Francia en 1984 a título póstumo por el presidente François Mitterrand, convirtiéndose de esa manera en el cuarto general francés que alcanzaba dicha distinción tras la Liberación, después de Jean de Lattre de Tassigny, Philippe Leclerc de Hauteclocque y Alphonse Juin.

## Condecoraciones
- Gran cruz de la Legión de Honor
- Compagnon de la Libération - decreto de 25 de junio de 1942
- Médaille militaire
- Croix de guerre 1914-1918 (2 citaciones)
- Croix de guerre 1939-1945 (4 citaciones)
- Croix de guerre des Théâtres d'opérations extérieures (3 citaciones)
- Medalla de la Resistencia con rosetón
- Médaille Coloniale avec agrafes "Maroc", "Sahara", Libye", Bir-Hakeim, "Tunisie 43-43"
- Croix du Combattant
- Médaille de l'Aéronautique
- Commandeur du Mérite Agricole
- Médaille des Evadés
- Médaille Interralliée 14/18
- Médaille Commémorative 14/18
- Médaille Commémorative 39/45
- Médaille des Services Volontaires dans la France Libre
- Médaille de la Reconnaissance Française
- Distinguished Service Order (Reino Unido)
- Compañero de la Orden del Baño (Reino de Unido)
- Comendador de la Legión al Mérito (Estados Unidos)
- Medalla de Oro del Congreso (Estados Unidos)
- Orden de Suvorov de primera clase (Unión Soviética)
- Grand Croix Magistrale de l'Ordre de Malte
- Grand Officier de l'Ordre de Léopold (Bélgica)
- Croix de Guerre 1940 avec palme (Bélgica)
- Grand Croix de la Couronne (Bélgica)
- Grand Croix de l'Ordre d'Orange Nassau (Holanda)
- Grand Croix de l'Ordre Royal du Danebrog (Dinamarca)
- Grand Croix de l'Ordre de Saint Olaf (Noruega)
- Croix de Guerre (Noruega)
- Virtuti Militari (Polonia)
- Médaille de la Résistance avec rosette (Polonia)
- Croix de Guerre (Checoslovaquia)
- Ordre du Lion Blanc pour la Victoire (Checoslovaquia)
- Grand Croix de l'Ordre de Georges 1.er (Grecia)
- Grand Croix de l'Ordre de la Couronne de Chêne (Luxemburgo)
- Croix de Guerre (Luxemburgo)
- Grand Croix de l'Ordre de Saint Charles (Mónaco)
- Grand Croix de l'Ordre de l'Eléphant Blanc (Tailandia)
- Mérite Militaire Chérifien (Marruecos)
- Grand Cordon du Ouissam Alaouite (Marruecos)
- Grand Cordon du Nichan Iftikar (Túnez)
- Grand Officier de l'Etoile des Comores